# Gemini 7
Gemini 7 (officiellement Gemini VII) est la quatrième mission habitée du programme Gemini et la dixième mission spatiale habitée américaine. Un vol d'une durée record de près de 14 jours confirme la possibilité physiologique humaine d'effectuer un trajet Terre-Lune, et la capacité de rendez-vous spatial réalisé avec Gemini 6.
En 2010, la capsule est exposée au Steven F. Udvar-Hazy Center, Chantilly, Virginie, États-Unis.

## Équipage
- Frank Borman (1)[note 1], pilote commandant de bord
- Jim Lovell (1)[note 1], pilote

Équipage de réserve
- Edward White, pilote commandant de bord
- Michael Collins, pilote

## Objectifs

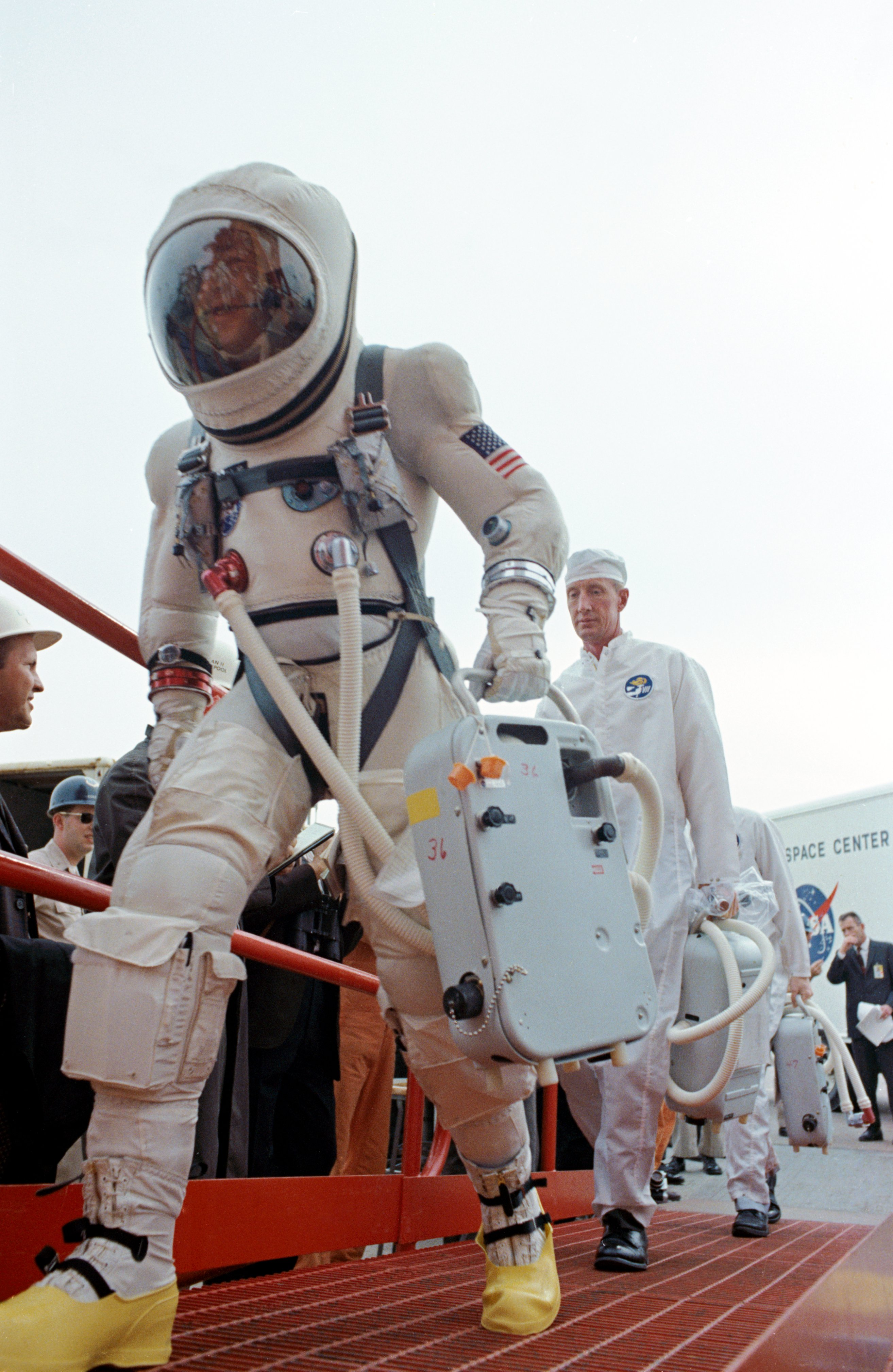
Astronaut James A. Lovell J

L'équipage de Gemini 5 (août 1965) étant resté huit jours en orbite, l'objectif de Gemini 7 (décembre) est d'élever à deux semaines la durée du séjour dans l'espace afin d'évaluer dans quelle mesure les humains supporteraient l'apesanteur sur cette durée,  nécessaire pour mener à bien un vol d'exploration lunaire du programme Apollo. En conséquence, Gemini 7 est chargée au maximum d'approvisionnements et de carburant, et pèse 3 240 kg, soit 90 kg de plus que Gemini 5 qui vola durant huit jours.
Entre Gemini 5 et Gemini 7 devait voler  Gemini 6, programmé en octobre et dont l'objectif était tout différent : s'arrimer à une fusée-cible Agena afin de tester les procédures de rendez-vous entre deux vaisseaux qui, elles aussi, seraient nécessaires lors d'une mission Apollo.
En raison de l'échec du lancement de la fusée Agena, le vol Gemini 6 fut reporté et il fut décidé de le faire voler en même temps que Gemini 7, ce dernier lui servant de cible. Pour ce faire, Gemini 7 est équipé d'un répondeur radar pour faire écho au radar de Gemini 7 et de deux clignotants de repérage. Cependant, ce rendez-vous n'est pas suivi d'un arrimage, en raison d'une absence de mécanisme de jonction entre deux vaisseaux de même type.

## Déroulement du vol

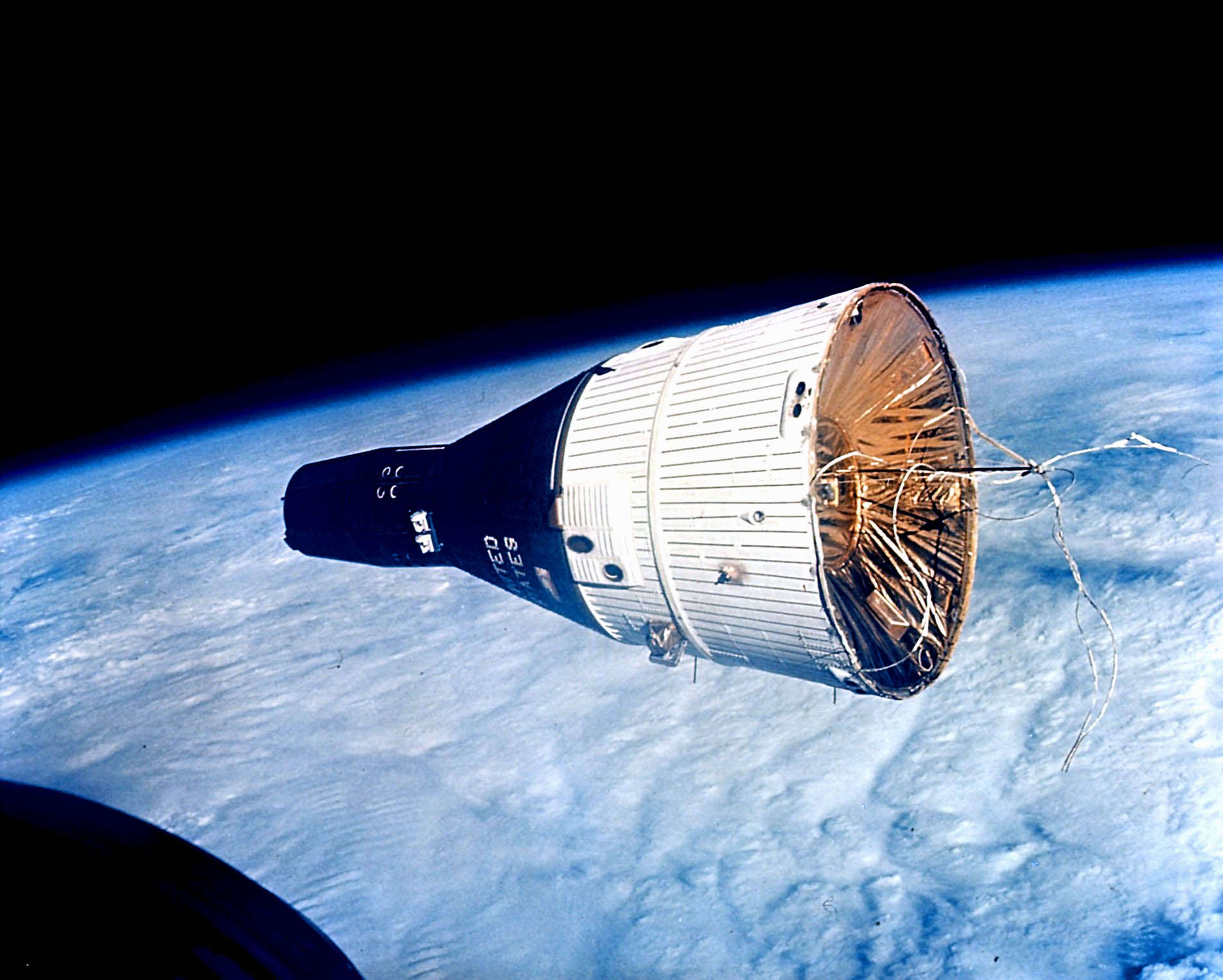
Gemini 7 vu par Gemini 6.

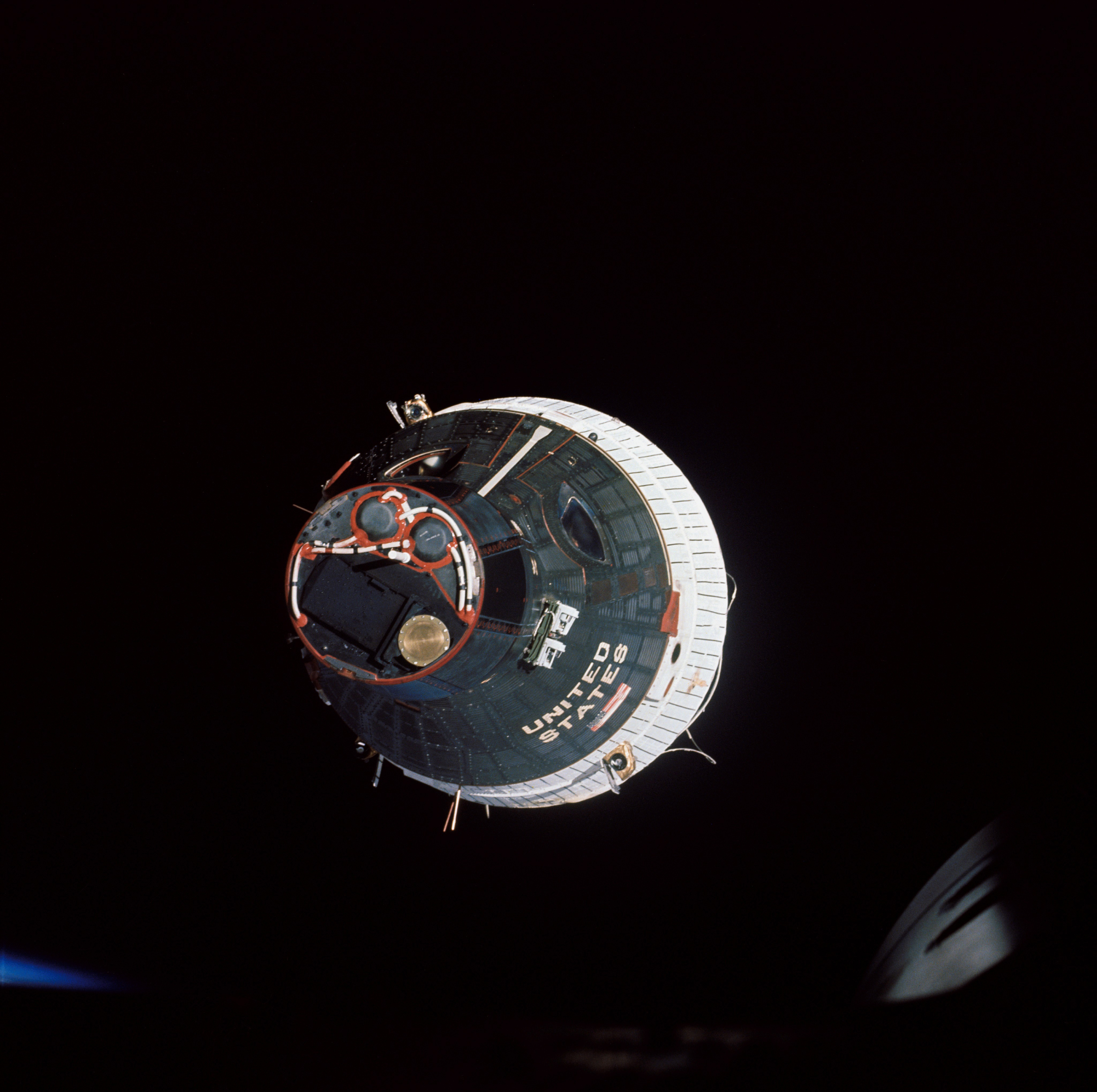
Idem, sous un autre angle.

Le lancement et la mise en orbite de Gemini 7 le 4 décembre se déroulent sans problème, avec un périgée initial de 160 km et toutefois un apogée plus bas que prévu, 325 km au lieu de 337 km. Le vaisseau Gemini 7 vole en formation avec le dernier étage de leur fusée Titan II. L'expérience devait durer deux orbites et demi, mais au bout de dix-sept minutes, la consommation de carburant s'avérant plus importante que prévu, Borman décide de continuer sur sa propre orbite. Un problème de baisse de pression de l'oxygène alimentant la pile à combustible de Gemini 7 est rapidement réglé. 
Le 6 décembre et pendant deux jours, Lovell enlève sa combinaison spatiale, qui quoique plus lègère que celles portées par ses prédécesseurs, pèse néanmoins huit kilos. Le déshabillage de Lovell qui devait prendre dix minutes nécessite plus de temps en raison de l'exigüité de la cabine. Les mesures de sécurité prévoient qu'un des astronautes conserve sa combinaison, donc Borman n'ôte que son casque. Les astronautes alternent donc l'allègement de leur tenue et restent en sous-vêtements chauds pour vérifier les réactions de leur organisme et s'assurer que le système de maintien de leur environnement fonctionne correctement, ce qui n'avait pas été le cas lors du vol Gemini 5, durant lequel des glaçons s'étaient formés dans la cabine. La température à bord de la cabine est néanmoins un peu juste et Borman attrape le premier rhume spatial avec une série d'éternuements le 8 décembre.
Le 7 décembre, les astronautes modifient l'orbite de leur vaisseau en préparation du rendez-vous spatial. L'orbite de Gemini 7 est circularisée le 10 décembre, à 301 km d'apogée et 298 de périgée, ce qui doit simplifier les calculs de manœuvre de Gemini 6. Le 10 toujours, un des trois éléments d'une des deux piles à combustible se met à produire plus de courant que prévu (5 ampères sous 32 volts au lieu de 4 ampères sous 27,5 volts). Une purge par un afflux d'hydrogène pendant une quinzaine de secondes ramène le voltage à 27,8 volts. Les contrôleurs de vol considèrent l'incident comme sans grande importance, mais les astronautes restent vigilants.
Onze jours après leur décollage, le 15 décembre, l'équipage aperçoit la traînée laissée par le lancement de Gemini 6, piloté par Walter Schirra et Thomas Stafford. Les deux vaisseaux volent en formation pendant plus de quatre heures à des distances comprises entre 90 m et 30 cm, Gemini 6 jouant un rôle actif, tournant tout autour de Gemini 7, qui reste immobile. Les quatre astronautes peuvent alors nettement apercevoir leurs visages à travers les hublots de leurs vaisseaux respectifs.
Gemini 6 réintégre la Terre au bout d'une journée tandis que Gemini 7 poursuit son vol. Borman et Lovell expérimentent chaque jour les mesures destinées à lutter contre les effets physiques néfastes constatés lors des vols des Gemini 4 et 5 : ils tirent sur des extenseurs fixés à l'extrémité de leurs pieds, ils gonflent toutes les 2 ou 6 minutes des garrots pneumatiques fixés à leurs cuisses qui obligent le sang à remonter vers le cœur.
Le 13, le rebobinage de l'enregistreur magnétique des données médicales des astronautes se bloque, et ne se remet pas en route malgré les secousses que lui administre Lovell. Parmi les expériences prévues, des essais de communication par laser depuis la Terre sont infructueux en raison de mauvaises conditions météorologiques et de défaillances de trois stations au sol. 
Au bout de près de 14 jours en orbite (330 heures et 30 minutes, record jusqu'en 1970) et 206 révolutions, le vaisseau effectue le 18 décembre un retour précis, amerrissant à 11 km du point prévu et à moins de 20 km du porte-avions USS Wasp. Il ramène une grande quantité de photographies de notre planète et de prélèvements (sang, selles, urines...) à des fins d'analyses médicales. L'équipage rentre avec une barbe de deux semaines, en bonne santé mais affaibli, et n'éprouve pas d'étourdissements comme certains de leurs prédéceseurs. Lovell confie plus tard que le vol avait été éprouvant non seulement en raison de sa durée mais aussi de l'exiguïté de la cabine, les astronautes étant rivés à leurs sièges et étant dans l'incapacité totale de déplier leurs bras et leurs jambes.

## Suite
L'équipe formée par James Lovell et Frank Borman fut de nouveau sélectionnée pour former l'équipage d'Apollo 8.